# Alfhild Rude
Alfhild Rude, född 12 februari 1903 i Oslo, död 1 april 1994, var en norsk skulptör.
Hon var dotter till fotografen Ernest Rude och Margrete Arneberg samt gift med Jon Sinding-Larsen och bror till konstnären Rolf Rude. Hon studerade konst vid Statens håndverks- og kunstindustriskole och för Wilhelm Rasmussen vid Statens Kunstakademi 1927–1928 och 1929-1931. Hon vistades en längre tid i London 1933 och genomförde flera studieresor till Italien. Hon medverkade i Statens Kunstutstilling första gången 1927 och kom att medverka där sporadiskt fram till 1978. Hon medverkade även i en skulpturutställning som visades på Kunstnernes Hus 1950 samt i en rad samlingsutställningar. Hennes konst består av mindre skulpturer, porträtt och byster utförda i brons, sten, terrakotta och trä. 